# كريستوفر ماثيوز
كريستوفر ماثيوز (بالإنجليزية: Christopher Matthews)‏ هو شخصية أعمال بريطاني، ولد في 1950، وتوفي في 6 أغسطس 2004.